# Pakeha kirki
Pakeha kirki är en spindelart som först beskrevs av Henry Roughton Hogg 1909.  Pakeha kirki ingår i släktet Pakeha och familjen mörkerspindlar. Inga underarter finns listade i Catalogue of Life.